# Terry Addison
Terry Addison (Wondai, 11 gennaio 1946) è un ex tennista australiano.

## Carriera
In carriera ha ottenuto il suo miglior risultato raggiungendo la finale di doppio agli Australian Open nel 1968, in coppia con il connazionale Ray Keldie.